# 胡泳彤
胡泳彤（英語：WOO Wing Tung，1990年4月22日—）是香港田徑運動員。

## 簡歷
胡泳彤曾就讀馬頭涌官立小學下午校，中學時期就讀拔萃女書院，自中一起代表學校參加田徑（鉛球、鐵餅、標槍項目）、羽毛球、籃球及拯溺等體育比賽，曾連續四年當選中銀香港紫荊盃傑出女子運動員。
胡泳彤在多項運動比賽都有出色表現；當中最突出的是田徑的標槍項目，曾於泰國及澳門的田徑賽中兩度打破香港及香港青年的標槍紀錄，是目前香港標槍紀錄保持者。
2009年，胡泳彤代表香港出戰東亞運動會，可惜表現失準；同年，她亦因高考成績未如理想而要重考；翌年，她憑1A、1B、1C的高考成績，進入香港大學經濟及金融學系。現續代表香港大學參加大專田徑賽及羽毛球大專盃等賽事。

## 個人榮譽
- 2006、2008年：

香港業餘田徑總會「傑出運動員－女子青年組」

## 外部連結
- 胡泳彤在的頁面